# Akademie der Wissenschaften
La Deutsche Akademie der Naturforscher Leopoldina - National Akademie der Wissenschaften (en català Acadèmia Alemanya de Ciències Naturals Leopoldina - Acadèmia de les Ciències), també anomenada Leopoldina, és una societat de savis i una institució per a la promoció de la investigació científica.

## Història
La Leopoldina va ser fundada a la ciutat de Schweinfurt l'1 de gener de 1652 amb el nom llatí Academia Naturae Curiosorum ("Acadèmia dels Curiosos per la Natura"). Els quatre membres fundadors eren metges, a saber Johann Laurentius Bausch, primer president de la societat, Johann Michael Fehr, Georg Balthasar Metzger i Georg Balthasar Wohlfarth.
El 1670, la societat va començar a publicar Ephemeriden o Miscellanea Curiosa, una de les primeres revistes científiques, especialitzada en medicina i en aspectes relacionats de les ciències naturals, com la botànica i la fisiologia.
El 1677, Leopold I, emperador del Sacre Imperi Romanogermànic, va reconèixer la societat i el 1687 li va donar l'epítet de Leopoldina., p. 7–8; 
Al principi, l'acadèmia treballava per correspondència i no tenia una seu fixa sinó que estava situada allà on treballava qui fos president en aquell moment; no es va localitzar definitivament a Halle fins al 1878. Tampoc no es feren reunions regulars fins al 1924., pp. 8–9
Quan Adolf Hitler es va convertir en el canceller d'Alemanya el 1933, la Leopoldina va començar a excloure els seus membres jueus. Albert Einstein va ser un dels primers exclosos i foren més de 70 fins al 1938. Vuit d'ells van ser assassinats pels nazis.
Al final de la Segona Guerra Mundial, la ciutat de Halle i, per tant, l'acadèmia, va passar a formar part de l'Alemanya de l'Est; el govern comunista va intentar repetidament nacionalitzar-la i convertir-la en l'acadèmia de la República Democràtica Alemanya. Tot i això, la Leopoldina va resistir amb èxit aquests intents i va continuar pensant concebre's com una institució per a tota Alemanya. El 1991, després de la reunificació alemanya, la Leopoldina va rebre l'estatut d'organització sense ànim de lucre. És finançada conjuntament pel govern alemany i el Govern de l'Estat de Saxònia-Anhalt., pp. 10–14
El novembre de 2007, la ministra alemanya de ciències, Annette Schavan, va anunciar el canvi de nom de la Leopoldina a Acadèmia Alemanya de les Ciències (Deutsche Akademie der Wissenschaften), i va dir que «a causa del seu prestigi internacional, la Leopoldina està predestinada a representar Alemanya dins del cercle d'acadèmies internacionals». Com a Acadèmia Alemanya de les Ciències, és la institució que es correspon a institucions com la Royal Society del Regne Unit o l'Acadèmia Nacional de la Ciència dels Estats Units d'Amèrica.